# カフェ

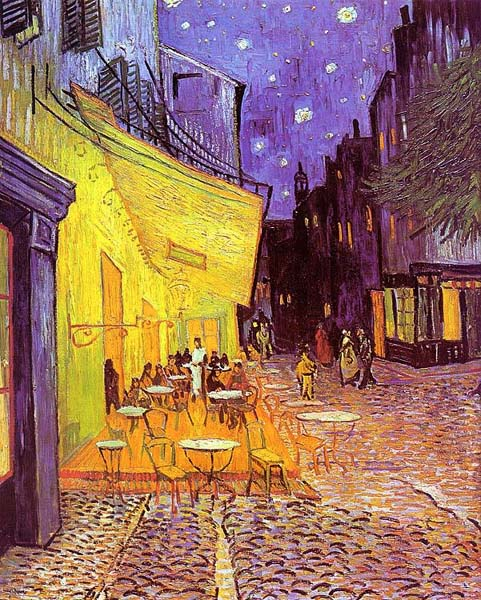
ゴッホ『夜のカフェテラス』クレラー・ミュラー美術館蔵　画題になったこのカフェ「カフェ・ヴィンセント・ヴァン・ゴッホ」は現存する。

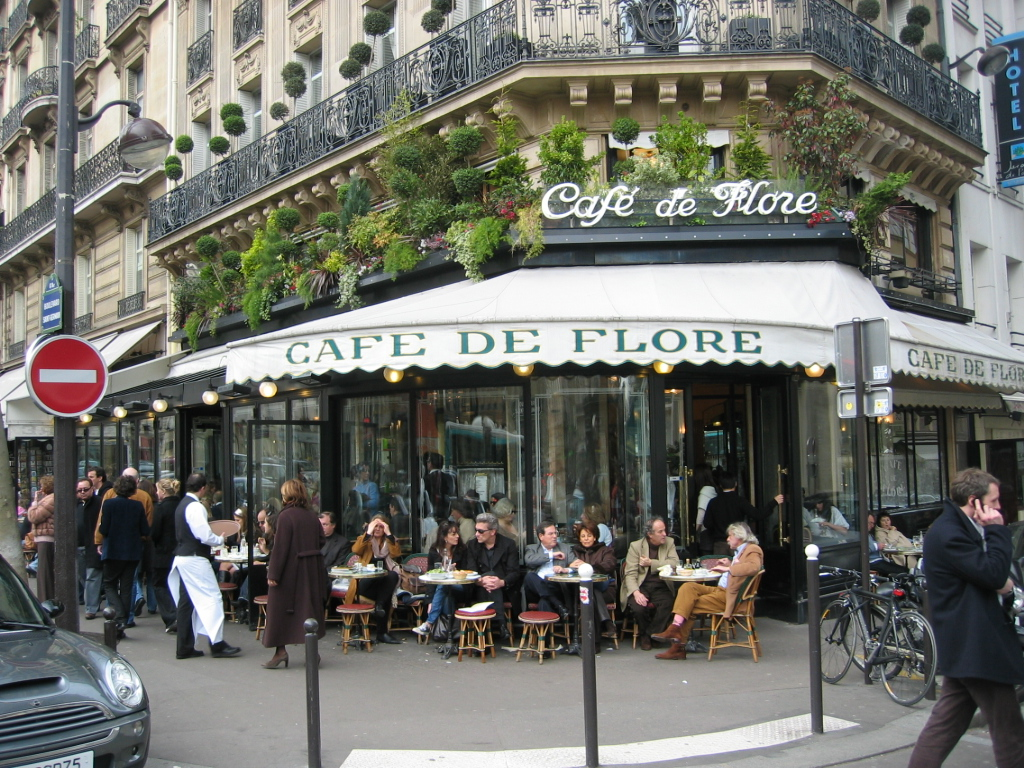
典型的なパリ（フランス）のカフェ

カフェ（西: café、仏: café、伊: caffè）は、もともとはコーヒー豆やそれをひいていれたコーヒー（珈琲）の意味。転じて、客にコーヒーを飲ませるための店・施設を意味する。ヨーロッパの都市などにある、コーヒーをその場で飲ませる店のことで、特にフランスのパリやオーストリアのウィーンのものが知られる。新聞や雑誌がそこで読め、時の話題について談笑し、情報交換のできる場所として親しまれている。日本語では、コーヒー屋（コーヒーや）、喫茶店（きっさてん）とも俗称される。

## 名称
各国語の表記・発音は以下の通り。
- フランス語: café（フランス語発音: [kafe] カフェ、パリ周辺ではキャフェ）
- イタリア語: caffè（イタリア語発音: [kafˈfɛ] カッフェ）
- 英語: café（イギリス英語発音：[ˈkæfeɪ] キャフェイ、アメリカ英語発音：[ˌkæˈfeɪ] キャフェイ）

フランス語・イタリア語はコーヒーそのものを意味する名詞からの転用、英語はフランス語からの借用である。そのほか、日本語を含む多くの言語でフランス語の café に由来する名称が使われている。

## カフェの特徴
建築家のクリストファー・アレグザンダーはストリート・カフェの存在理由について、「人びとが衆目のなかで合法的に腰をおろし、移りゆく世界をのんびり眺められる場所としての機能」を挙げている。つまり、カフェは都市空間に溶け込むという都市生活者の潜在的な願望を叶える場所といえる。
また、アレグザンダーは繁盛するストリート・カフェの基本条件を挙げている。
1. 地元の常連客と、その意識を共有するスタッフがコアを形成している。
2. オープンスペースと、それ以外の空間が別にあり、思い思いの流儀で時間を過ごせる。
3. アルコールメニューがあったとしても、朝でも夜でも出かけたくなる場所という意味でバーとは異なる。

## カフェ小史

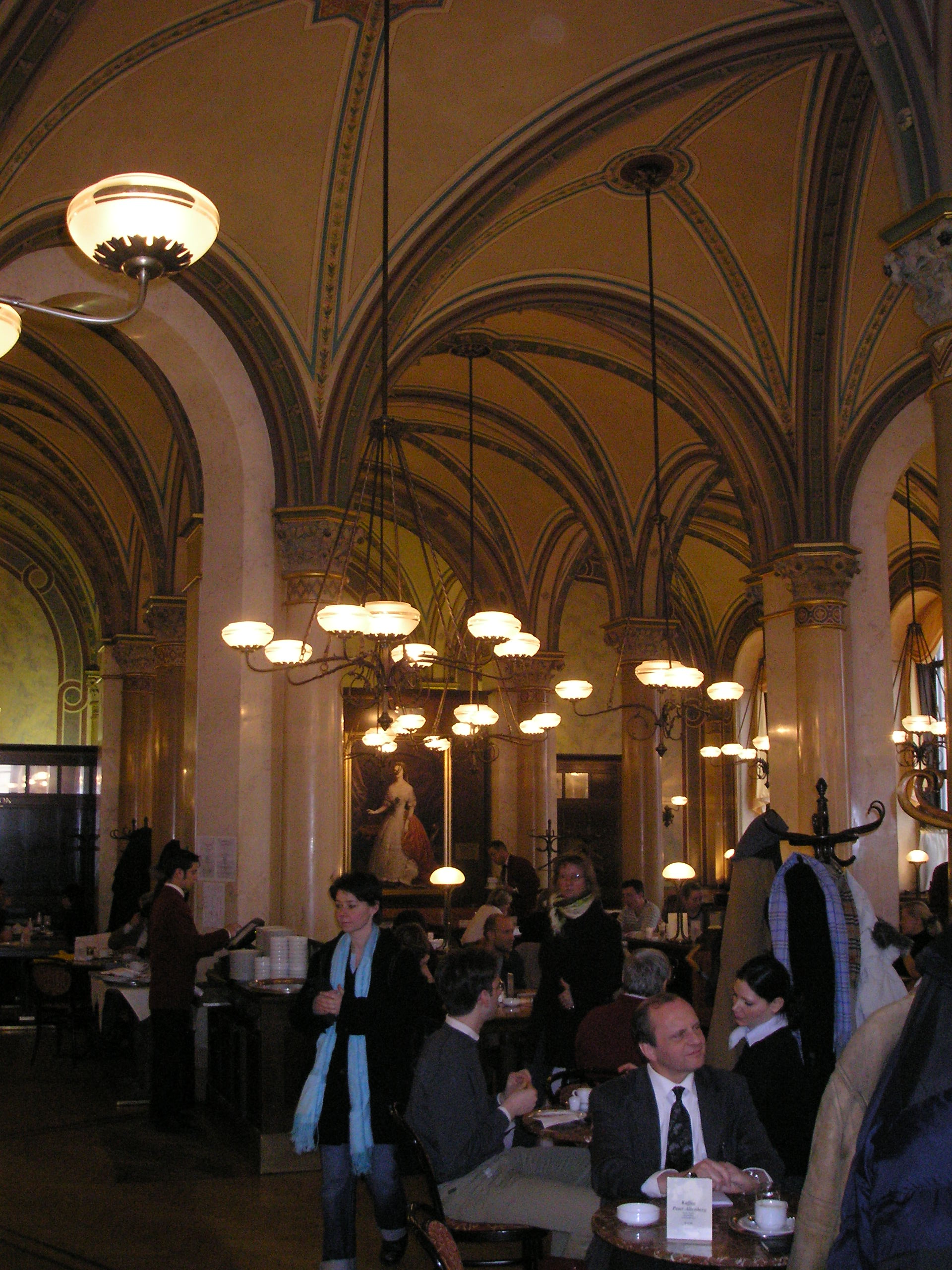
ウィーンのカフェ・ツェントラル (Café Central)

起源
エチオピア南西部にあったKingdom of Kaffa（1390年–1897年）からもたらされたと、Antonius Faustus Naironusの著書 De saluberrima potione cahve (1671) に記されている。17世紀にはエチオピアのコーヒーはモカに集積され、オスマン帝国へ納税してから出荷された。カフェやモカの語源は、現在のエチオピア南部諸民族州の少数民族の名前（カフィチョ人、Mocha/Sheka）に由来している。
イスラム圏
イスラム圏にはヨーロッパより古くからコーヒーを飲ませる店があった。16世紀にはサファヴィー朝やオスマン帝国に普及が始まった。史上初めてのカフェが登場したのは、1554年のコンスタンティノープル（現イスタンブール）だった。オスマン帝国でカフェは、トルコ語で「コーヒー」を意味する"Kahve"から転訛した"Kafe"の名称で知られた。
ウィーン
第二次ウィーン包囲の時、オスマン軍の陣営が保有していたコーヒー豆がポーランド・リトアニア共和国軍のイェジ・フランチシェク・クルチツキへ払い下げられ、軍を退役したクルチツキは1686年にウィーンで初めてのカフェ「青いボトルの下の家」（ドイツ語: Hof zur Blauen Flasche）を開業したと言われる。その後、18-19世紀に店舗の数も増え、かつて文学者や芸術家が通ったという名物カフェが観光名所になっている。ウィーンのカフェはウィンナ・コーヒーを提供するという特徴がある。
ロンドン
ロンドンでは17世紀後半からコーヒーハウスが流行した。こちらの方がパリのカフェよりも歴史は古いが、後にはパブに取って代わられた。
パリ
現存するフランス最古のカフェ（café）がパリのカフェ・プロコップで1686年の創業。18世紀に入るころには300軒ほどのカフェがあり、フランス革命前には700軒ほどになっていたという。ルソー、ディドロといった思想家のほか革命家や政治家もカフェに集まり、議論を行ったり、密議をこらす場面が見られた。カフェはフランス人の生活に根付いており、ヴェルレーヌやランボー、マラルメ、ピカソなどの文化人、芸術家が出入りしたドゥ・マゴ・パリも有名。
路上に椅子やテーブルを置く開放された営業スタイルを始めたカフェは1856年の「カフェ・エルデール」が最初である。この営業慣習は第三共和政の頃に一般的になったが、「メゾン・ドレ」のようなブルヴァールに面したカフェは庶民や一見客用の表口とは別に、上流階級用の個室への裏口が設けられていた。
ヴェネツィア
サンマルコ広場の回廊には1720年創業のカッフェ・フローリアン (Caffè Florian)がある。カッフェ・フローリアンはCaffè Latte（カフェラッテ）の発祥店として有名で、1720年12月29日に創業、現在も同じ場所で営業している。当初はアッラ・ヴェネツィア・トリオンファンテ (Alla Venezia Trionfante) と名付けられたが、 現在では創業者フロリアーノ・フランチェスコーニ (Floriano Francesconi) の名をとって、フローリアンと呼ばれる。向かいの回廊にカッフェ・クアードリがある。1638年にレストランとして創業し、1775年にカッフェになったという。

## イタリアのバール
バール (bar) は、イタリア・スペインなどの南欧にある軽食喫茶店の事を差す。食事にも重点をおいたリストランテ・バールから、コーヒー中心のカフェ・バール、 アイスクリーム中心のジェラテリア・バールなど様々なものがある。
カウンターで立ち飲みするスタイルで、バリスタがエスプレッソやカプチーノなどを作って提供する。朝食をとったり仕事帰りに気軽に立ち寄って一杯飲んでいく。軽食（パニーノ）や夏場ならジェラートなどが用意されている店も多い。公衆電話やトイレを備えるため、休憩所にも利用される。バスや電車の乗車券、煙草、くじ（主にトトカルチョの）などを売るタバッキ（日本でのコンビニエンスストアに近い）や、雑貨店など他の商店を兼ねている店も多い。
語源はバー（同じ綴り。イタリアではラテン系読みになっているだけである。）に由来するが、バーのように酒類が主ではなく、喫茶や地域の情報交換場所として使用されている。夜は酒類も注文可能なことが多い。古くは男性のみが集まる場所であったが、女性の社会進出に伴い女性単独での利用も当たり前となった。テーブル席を別メニューとして高い料金をとる場合が多く、カウンターに比べてあまり利用されない。

## 日本のカフェ

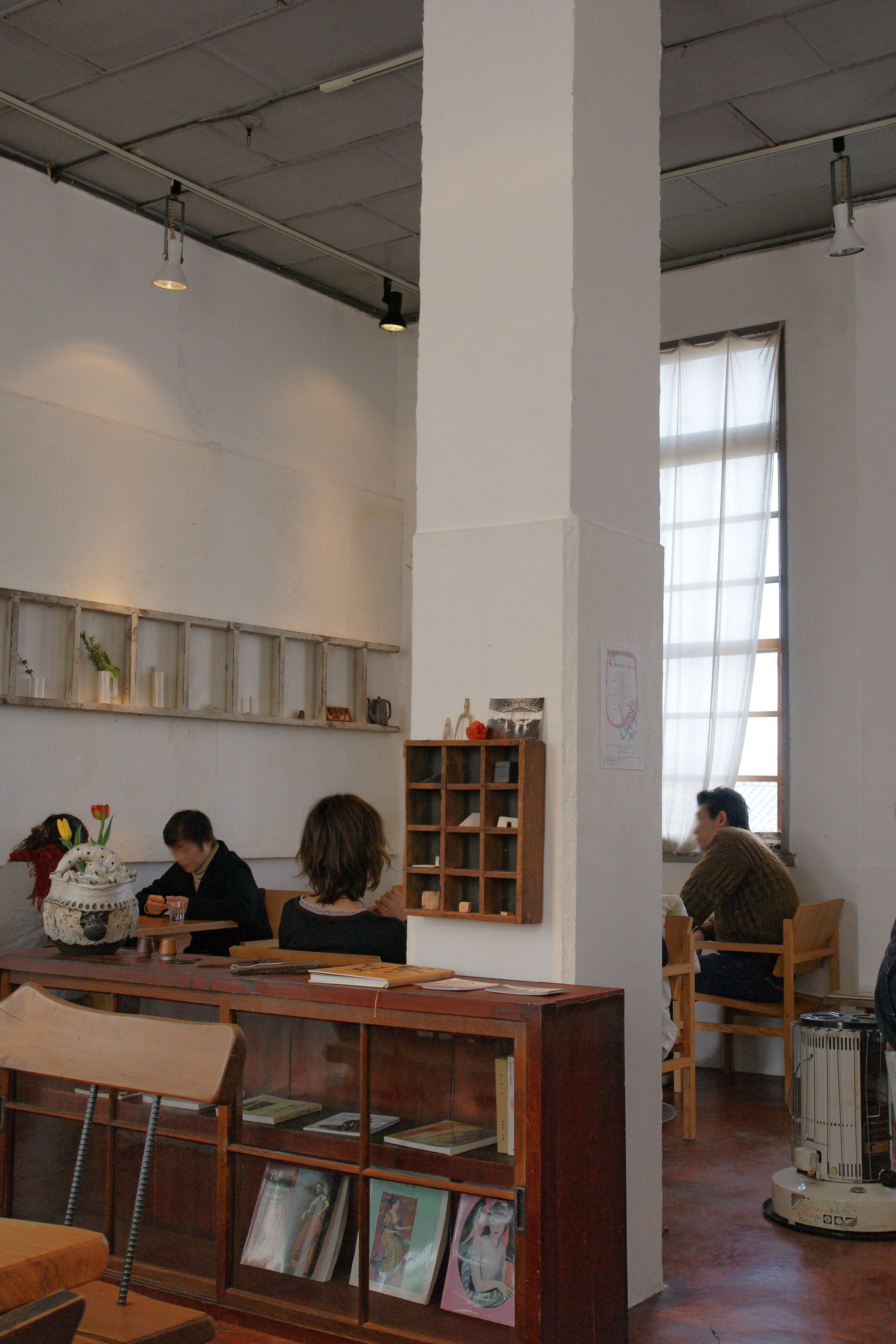
近代建築を活用したカフェの例。

日本では、明治時代末の1911年、銀座にカフェー・プランタン、カフェーパウリスタ、カフェー・ライオンが一斉に開店した。このうちプランタンはパリのカフェのような芸術家の集まるサロンを目指して評判となったが、本場フランスのカフェでは男性が給仕をするのに対し、プランタンでは女給を置いた。パウリスタはボーイが給仕するコーヒー主体の店であったが、ライオンをはじめ、その後出店した多くのカフェーは女給を置き、コーヒーよりもアルコール類が主体であった。女給のいるカフェーはやがて風俗営業の業態に変質していき、コーヒー主体の店は喫茶店と称した。
1950年代になるとオープンスペースのカフェとは正反対のコンセプトである喫茶店が流行したが、コーヒーにこだわりのない喫茶店の多くは1980年代に衰退していった。また、ナイトライフの場として、1981年頃からカフェとバーを結合したカフェバーが台頭する。しかし、空間偏重の中途半端なコンセプトのもとに創られたカフェバーは、20世紀末にはほぼ消滅した。
20世紀末以来、スターバックスなどアメリカ西海岸より、コーヒー豆のオリジナルロースティングで差別化を図るカフェスタイルが世界のカフェビジネスに波及し始める。日本のカフェもその影響から、バリスタと呼ばれる専門職によってデザインされたコーヒーを提供する店が増えている。同様に、店舗の構造も開放的なバックヤードとテイクアウトカウンターを備えたカフェが主流となっている。
日本では、ほぼ喫茶店など飲食のできるインターネットカフェやオープンカフェなどのような業種の総称として使われている。

## ギャラリー

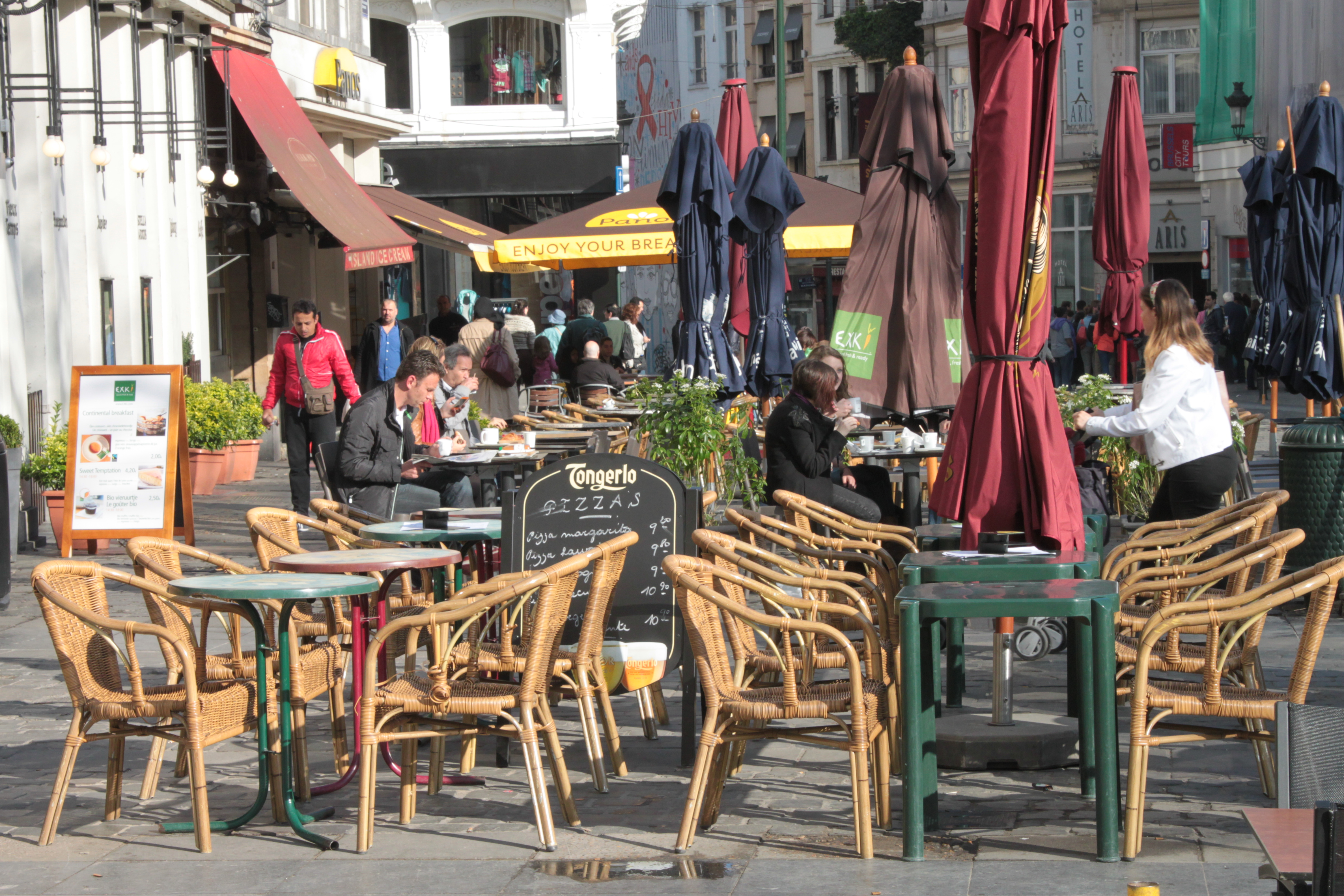
路上に展開したオープンカフェの例（ベルギー・ブリュッセル市内）
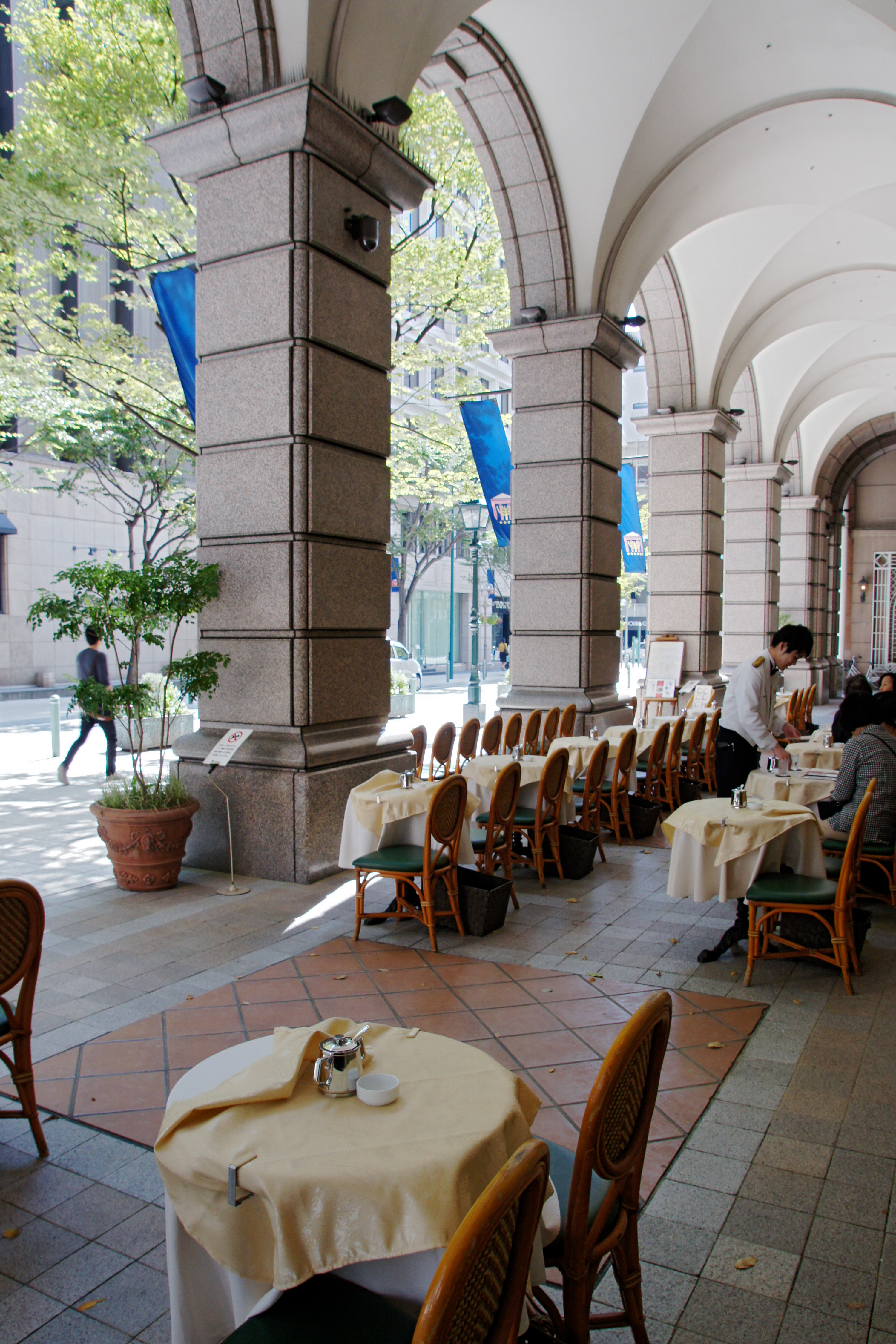
コリドールと歩道に展開したオープンカフェの例（神戸旧居留地）
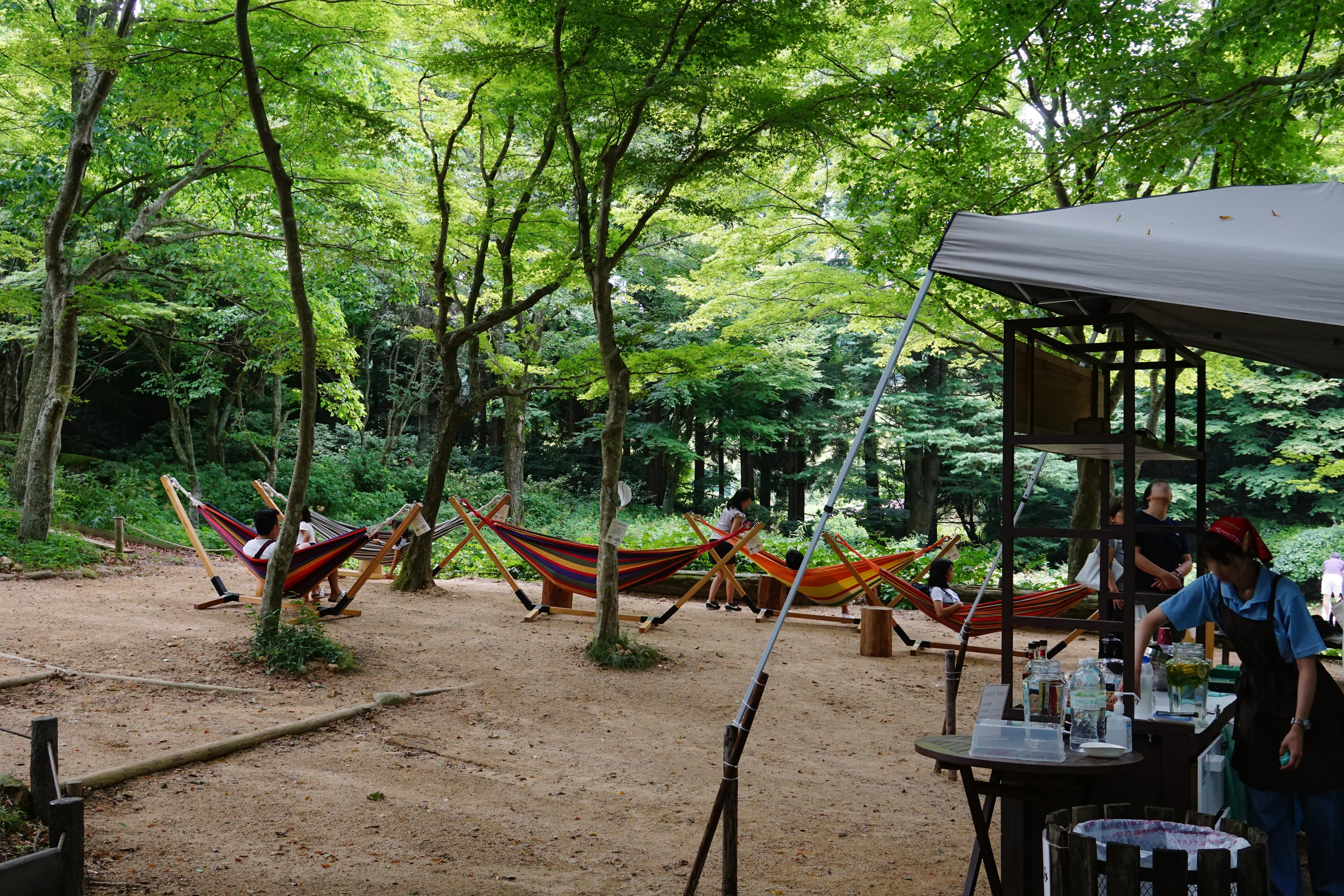
屋外に展開したカフェの例（六甲高山植物園）